# Reticulatus
Reticulatus је род слатководних шкољки из породице Unionidae, речне шкољке.

## Врсте
Врсте у оквиру рода Reticulatus:
- Reticulatus elvae (Walker, 1924)
- Reticulatus reticulatus (Simpson, 1900)